# 32 Herculis
32 Herculis  är en pulserande ellipsoidisk variabel och en Delta Scuti-variabel (ELL+DSCT) i Herkules stjärnbild.
Stjärnan har visuell magnitud +6,87 och varierar i amplitud med 0,028 magnituder och en period av 3,3943056 dygn.